# Habenaria culveri
Habenaria culveri är en orkidéart som beskrevs av Rudolf Schlechter. Habenaria culveri ingår i släktet Habenaria och familjen orkidéer. Inga underarter finns listade i Catalogue of Life.